# Campanularia sinuosa
Campanularia sinuosa is een hydroïdpoliep uit de familie Campanulariidae. De poliep komt uit het geslacht Campanularia. Campanularia sinuosa werd in 1935 voor het eerst wetenschappelijk beschreven door Leloup. 